# Peter Roskam
Peter James Roskam (nascido em 13 de setembro de 1961) é o Representante dos EUA no Illinois do 6º congresso de distrito, servindo desde 2007. Ele é um membro do Partido Republicano e serviu como o Chefe Adjunto Maioria Chicote do 2011-14, a quarta posição entre Casa Republicano líderes. Anteriormente, ele atuou no Illinois Senado e a câmara dos Representantes de Illinois. Ele atualmente serve como Presidente da Casa, Formas e Meios Subcomissão da Política Fiscal.  Roskam foi derrotado pelo desafiador Democrata Sean Casten na eleição de 2018.

## Início de vida, educação e carreira
Roskam nasceu em Hinsdale, Illinois, filho de Martha (Jacobsen) e Verlyn Ronald Roskam. Ele foi o quarto de cinco filhos e foi criado em Glen Ellyn, Illinois, formou-se Glenbard West High School. Ele recebeu o título de doutor em ciência política pela Universidade de Illinois em Urbana-Champaign e seu J. D. de Chicago-Kent College of Law. Como membro da equipe da sua escola de direito, ele foi chamado de "Melhor Advogado Oral" pelo Colégio Americano de Julgamento, os Advogados , em sua Avaliação da Concorrência Nacional de 1988.
Em 1984, Roskam ensinou história e governo em All Saints High School, em St. Thomas, Ilhas Virgens dos EUA. A partir de 1985-86, Roskam serviu como assistente legislativo Rep. Tom DeLay (R-TX), e de 1986-87 como assistente legislativo do Deputado Henry Hyde. No final da década de 1980, atuou como Diretor Executivo de Assistência Educacional Ltda., um programa de bolsas de estudo para crianças carentes, fundado por seu pai, em 1982.
Em 1992, Roskam foi eleito para a câmara dos Representantes de Illinois, servindo de 1993-99. Em 2000, ele foi nomeado pelo DuPage County Republicano Leaders para substituir o aposentado Beverly Fawell no Senado do Estado de Illinois , onde atuou até sua eleição para a câmara dos Representantes dos EUA. Roskam reside em Wheaton, Illinois , com sua esposa, Elizabeth, e seus quatro filhos.
Roskam era sócio no escritório de advocacia Salvi, Roskam & Maher, uma empresa de danos morais. A empresa, agora chamada de Salvi & Maher, politicamente é notável porque o ex-Republicano, candidato do Senado Al Salvi e o ex-Republicano  candidato Kathy Salvi, são também sócios na empresa. O Chicago Tribune observou que Roskam ganhou mais de us $615.000 no ano de 2005 como advogado de danos morais.
Depois que seus pais fizeram uma viagem para o Vietnã e viram chapas de identificação de cães de veteranos à venda na rua, a família trabalhou para retornar as chapas para os seus proprietários ou as famílias dos falecidos.

## História eleitoral
- 1992 Eleição Geral para a câmara dos Representantes de Illinois – se o 40º distrito[12]
  - Peter Roskam (R), 61%
  - Pat Cullerton (D), 39%
- 1994 Eleição Geral para a câmara dos Representantes de Illinois – se o 40º distrito
  - Peter Roskam (R), sem oposição
- 1996 Eleição Geral para a câmara dos Representantes de Illinois – se o 40º distrito[13]
  - Peter Roskam (R), 71%
  - Kevin Schuele (D), 29%
- 2006 Eleição Geral para a câmara dos Representantes dos EUA – 6º Distrito
  - Peter Roskam (R), 51%
  - Tammy Duckworth (D), 49%
- 2008 Eleição Geral para a câmara dos Representantes dos EUA – 6º Distrito
  - Peter Roskam (R), 59%
  - Jill Morgenthaler (D), 41%
- 2010 Eleição Geral para a câmara dos Representantes dos EUA – 6º Distrito
  - Peter Roskam (R), 64%
  - Ben Lowe (D), 36%
- 2012 Eleição Geral para a câmara dos Representantes dos EUA – 6º Distrito[14]
  - Peter Roskam (R), 59%
  - Leslie Coolidge (D), 41%
- 2014 Eleição Geral para a câmara dos Representantes dos EUA – 6º Distrito[15]
  - Peter Roskam (R), 67%
  - Michael Mason (D), 33%
- 2016 Eleição Geral para a câmara dos Representantes dos EUA – 6º Distrito[16]
  - Peter Roskam (R), 59%
  - Amanda Howland (D), 41%
- 2018 Eleição Geral para a câmara dos Representantes dos EUA - 6º Distrito[17]
  - Sean Casten (D), 54.93%
  - Peter Roskam (R), 45.07%